# Салтыков, Владимир Семёнович
Граф Влади́мир Семёнович Салтыко́в (1705—1751) — московский вице-губернатор из рода Салтыковых. Сын графа Семёна Андреевича Салтыкова, младший брат генерал-фельдмаршала Петра Семёновича Салтыкова.
В военную службу вступил в 1735 году, через короткое время имел чин гвардии капитана. В январе 1741 года был пожалован в бригадиры и назначен московским обер-комендантом с присутствием в Московской военной конторе. С 21 января 1742 года возглавил Московскую губернскую канцелярию. 25 апреля 1742 года, в день коронования Елизаветы Петровны, был пожалован чином генерал-майора. C 31 декабря 1741 года по 5 января 1751 года был в должности московского вице-губернатора.
Умер в 1751 году. Похоронен в московском Никитском монастыре.
Был женат на княжне Екатерине Алексеевне Троекуровой — единственной дочери последнего в своем роду князя Алексея Ивановича Троекурова (1693—1740). Среди их детей наиболее известен генерал-майор Сергей Владимирович Салтыков (1739—1800).
Был владельцем усадьбы «Смольнево». В самом селе Смольнево он вместо деревянной церкви построил каменный храм Преображения Господня с приделом казанской иконы Божией матери. После его смерти усадьба принадлежала его сыну графу Сергею Владимировичу.